# 에이미 클로버샤
에이미 진 클로버샤(영어: Amy Jean Klobuchar, 1960년 5월 25일 ~ )는 미국 민주당 소속의 정치인이다. 미네소타주 헤너핀 카운티 검사를 지냈으며 2007년 이후 상원의원이다.
클로버샤 의원은 2016년 미국 대통령 선거 민주당 후보 힐러리 클린턴의 러닝메이트로 엘리자베스 워런 매사추세츠주 상원의원 등과 함께 고려되었으나 최종적으로는 선택 받지 못했다.

## 역대 선거 결과
| 선거명      | 직책명                    | 대수  | 정당   | 득표율 | 득표수      | 결과 | 당락                     |
| ----------- | ------------------------- | ----- | ------ | ------ | ----------- | ---- | ------------------------ |
| 2006년 선거 | 상원의원 (미네소타 제1부) | 110대 | 민주당 | 58.06% | 1,278,849표 | 1위  | 미네소타주 상원의원 당선 |
| 2012년 선거 | 상원의원 (미네소타 제1부) | 113대 | 민주당 | 65.23% | 1,854,595표 | 1위  | 미네소타주 상원의원 당선 |
| 2018년 선거 | 상원의원 (미네소타 제1부) | 116대 | 민주당 | 60.31% | 1,566,174표 | 1위  | 미네소타주 상원의원 당선 |
| 2024년 선거 | 상원의원 (미네소타 제1부) | 119대 | 민주당 | 56.20% | 1,792,441표 | 1위  | 미네소타주 상원의원 당선 |